# Keopsova piramida
Keopsova piramida, poznata i kao Velika piramida ili Kufuova piramida jedna je od tri glavne piramide u Gizi, a uz to je i najstarija i najveća piramida u Gizi, te najstarije i jedino preostalo svjetsko čudo antike. Procjenjuje se da je bila izgrađena u 26. stoljeću pr. Kr., što bi značilo da je stara već oko 4600 godina.
Piramida je izgrađena kao grobnica faraona Kufua, kojeg su Grci zvali Keops. Vjeruje se da je arhitekt bio Hemiunu, Kufuov vezir.
Oprečno poznatom vjerovanju, piramidu nisu izgradili robovi, već dobro opskrbljeni i zbrinuti radnici.

## Izgradnja
Unatoč brojnim teorijama koje objašnjavaju proces izgradnje i dizajn piramida, proces gradnje je još uvijek predmet znanstvenih rasprava.
Smatra se da je oko 100 000 ljudi gradilo Keopsovu piramidu punih 20 godina.  
Izgrađena je od oko 2 300 000 kamenih blokova, koji zajedno teže 6 milijuna tona. Svaki je kameni blok piramide visok 2 m, a neki su dugi 5 m. Blokovi su od vapnenca i granita i vađeni su iz kamenoloma na lijevoj obali Nila, te dopremani čamcima niz rijeku. To se moglo raditi jedino u proljeće, kada se Nil izlijevao, pa je iz tog razloga trebalo 20 godina i oko 500 000 plovidbi da se donese potrebna količina kamena. Kada bi se kameni blokovi prevezli, grupa ljudi je vukla blokove, od kojih je svaki težio 2 tone, na saonicama uz put. Zatim su ove blokove uredno redali, a druga grupa ljudi ih je izvlačila do mjesta gdje se gradila piramida. 
Kada je bila sagrađena, piramida je bila visoka 146,5 m, ali se tijekom godina smanjila na 138,5 m, iz razloga što je površina piramide bila prekrivena veoma glatkim, gotovo neprimjetnim vapnencem, koji je s godinama nestajao zbog oštre saharske klime. Vapnenac je piramidi davao karakterističnu sjajnu bijelu boju.

### Radna snaga
Danas se među egiptolozima smatra općim znanjem da robovi nisu izgradili piramide. Još se od starih Grka, preciznije od Herodota, vjerovalo da gradnju jesu vršili robovi. Takav se mit i komercijalizirao u hollywoodskim filmovima. Međutim, nedavna su otkrića u Gizi dokazala da su piramidu ipak izgradile tisuće plaćenih radnika. Jedno od takvih otkrića je bio iskop masivnog kampa namjenski izgrađenog za zbrinjavanje radnika. U kampu su nađene na stotine tegli za kruh, koje bi, vjeruje se, nahranile sve radnike. Također su spavali u spavaonicama. Drugo je otkriće bilo iskapanje grobnica radnika, za koje egiptolozi smatraju da ne bi bili dostojno pokapani da su bili robovi.
Radnici su radili u smjenama i grupama, što je saznano preko natpisa blizu kraljeve odaje unutar piramide. Uz informacije su ostavili i potpis: "Prijatelji Kufu bande."

## Projektiranje eksterijera i interijera

### Eksterijer
Kut stranica piramide u odnosu na osnovicu iznosi 51° i 52', a svaka je stranica pažljivo i točno orijentirana prema jednoj od četiriju strana svijeta. Vodoravni je presjek građevine u bilo kojem dijelu kvadratan, a dužina stranica osnovice iznosi 229 metara. Postoji teorija da se tri zvijezde iz sazviježđa Oriona poravnavaju s vrhovima triju piramida, no nije dokazana.
Dužnosnici koji su služili Kufua dali su podići svoje grobnice oko njegove piramide. To su mastabe, a u njima su pokapani i članovi kraljevske obitelji.

### Interijer
Na sjevernoj je strani ulaz u piramidu, oko 18 metara iznad tla. S izvana postoje 4 otvora za dovod zraka koja vode do unutrašnjih odaja. Ulaz vodi kroz silazni hodnik koji se spušta do nedovršene odaje. No u silaznom se hodniku nalazi i prolaz u uzlazni hodnik koji vodi do kraljičine odaje i do kose Velike galerije dužine 46 m. Velika galerija uzlazno vodi u srce piramide; faraonske grobnice, ili tzv. kraljeve odaje, gdje je smješten Kufuov sarkofag od crvenog granita.